# Marie-Louise Charpentier
Pour les articles homonymes, voir Charpentier (homonymie).
Marie-Louise Charpentier, née à Rennes le 26 novembre 1905 et morte à Rennes le 24 juin 1998, est infirmière et assistante sociale. 
Pendant la Seconde Guerre mondiale, elle protège et cache une dame juive et ses deux petits-enfants, puis les fait parvenir en lieu sûr. Elle est reconnue Juste parmi les nations par l'institut Yad Vashem en 1990.

## Biographie

### Études, assistante sociale
Marie-Louise Charpentier, dite « Lily », née en 1905 à Rennes, effectue des études d'infirmière et en reçoit le diplôme. Elle devient ensuite assistante sociale.

### Sauvetage d'une famille juive
Pendant la Seconde Guerre mondiale, elle est assistante sociale à Rennes au Bureau d'assistance aux familles des prisonniers de guerre. En 1943, elle reçoit un jour la visite d'une dame âgée, Madame Engelstein, en larmes, qui lui raconte son histoire : elle est d'une famille originaire de Pologne, installée à Metz au début du XXe siècle ; son fils Joseph Engelstein, mobilisé dans l'armée française, est prisonnier de guerre ; ils ont fui Metz au moment de l'annexion par les Allemands en 1940 et ont fini par se réfugier à Rennes, elle et son époux Fishel Engelstein, rejoints par leur belle-fille et ses deux jeunes enfants ; mais des agents de la Gestapo ont surgi dans leur maison, ont tout saccagé et ont emmené son mari Fishel et sa belle-fille, tout en menaçant de revenir chercher la grand-mère et ses petits-enfants. 
Marie-Louise Charpentier part aussitôt avec la grand-mère pour chercher les jeunes enfants : Catherine Engelstein, âgée de trois ans, et son frère Raymond, deux ans,. Comme elle aide la Résistance, elle a des contacts parmi les résistants. Elle emmène les trois Juifs chez un ami fermier, à une quinzaine de kilomètres de Rennes. Cet ami accepte de les loger provisoirement, mais à condition que ce soit Marie-Louise Charpentier qui s'occupe de tout. Celle-ci charge son frère de leur apporter de la nourriture, ce qu'il fait avec deux amis. Elle apprend plus tard que les agents de la Gestapo sont effectivement retournés, en vain, chercher la grand-mère et les enfants, elle a donc bien fait de les mettre à l'abri dans cette ferme, où ils restent un mois environ,.
Elle cherche pour eux une solution plus durable et plus sûre. Elle décide de les envoyer chez des amis résistants à Paris, et organise leur départ,. Elle bénéficie du soutien et de l'aide de l'évêque, Clément Roques. La dame âgée et ses petits-enfants partent pour Paris en novembre 1943, accompagnés de deux jeunes désirant rejoindre les forces du général de Gaulle, Madame Engelstein se faisant passer pour sourde. Marie-Louise Charpentier attend impatiemment le télégramme avec le code convenu signalant leur bonne arrivée : « les cinq lapins sont bien arrivés »,. La grand-mère et les deux enfants sont ensuite emmenés dans le sud de la France, par un réseau clandestin, pour rejoindre des parents.
Le grand-père, Fishel Engelstein, est mort dans le train vers Auschwitz. La grand-mère et les enfants, tous trois sauvés par Marie-Louise Charpentier et ses amis résistants, survivent aux épreuves.

### Après la guerre
Après la guerre, la mère des enfants, rescapée de Bergen-Belsen, retrouve son mari et ses enfants, et va remercier leur bienfaitrice ; mais elle meurt cinq ans après, épuisée physiquement et moralement.
En 1989, Marie-Louise Charpentier éprouve « la très grande joie de rencontrer Catherine », l'enfant qu'elle a sauvée. 
Elle reçoit l'année suivante le titre de Juste parmi les nations, décerné par Yad Vashem,. Elle est la première du département d'Ille-et-Vilaine à recevoir ce titre.